# NIRA (音楽ユニット)
NIRA（ニラ）は、藤崎ふみと藤崎しおりの姉妹による日本のジャズユニット。姉妹はアイドルグループBANZAI JAPANのメンバーでもある。

## 概要
山口県内のピアノコンクールにて連弾の部で2009年度（平成21年度）より4年連続銀賞、2013年度（平成25年度）金賞・特別賞を受賞するなど、かねてより姉妹ピアノ連弾にて華々しい受賞歴を誇る一方、アイドルグループBANZAI JAPANの現役メンバーとしてもフランス・パリで行われたJapan Expo 2018やイギリス・ロンドンで行われたHyper Japan winter 2018に出演するなどワールドワイドな活動を展開する藤崎ふみ・藤崎しおり姉妹が結成した変拍子ジャズプロジェクト。両名ともジャズは初挑戦だが、2018年に1stアルバム『Noxious Revival』をリリースすると各店舗で話題を呼んだ。2019年には2ndアルバム『Jewelry』をリリース。

## ディスコグラフィ

### オムニバス
- "FABTONE" - Various Artists（FABTONE100タイトルリリース記念のコンピレーション・アルバム[6]）
M9"BANZAI JAPAN!"で参加。2人が所属するアイドルグループBANZAI JAPANの代表曲「バンザイじゃぱん！」のカバー。

## 出演
- 2018年12月18日 - BANZAI JAPANワンマンライブ「唯一無二」公演 直前公演 @新宿ReNY[7]
- 2019年7月6日 - earth garden "夏" 2019@渋谷・代々木公園[8]
- 2019年12月29日 - NIRAワンマンライブ JEWELRY Release Paty@渋谷SANKAKU[9]